# João Mendes
João Mendes de Assis Moreira (Río de Janeiro, Brasil, 25 de febrero de 2005) es un futbolista brasileño que juega como delantero.actualmente está como agente libre después de su paso por el burnley de Inglaterra 

## Primeros años
Nació en Río de Janeiro, hijo del legendario futbolista brasileño Ronaldinho y de la bailarina profesional Janaina Mendes.

## Trayectoria
Se interesó por el fútbol por primera vez a los cuatro años, cuando pidió a su madre que le inscribiera en una escuela de fútbol. A los diez años, ingresó en la academia del C. R. Flamengo, antes de jugar al fútbol sala en el C. R. Vasco da Gama, seguido de un breve paso por el Boavista S. C.
A los trece años, tuvo una exitosa prueba en el Cruzeiro E. C., donde ocultó a sus compañeros de prueba, así como al personal del Cruzeiro, que su padre era Ronaldinho. Un año después de su incorporación, firmó su primer contrato profesional con el club, de seis años, en 2019. Poco después de firmar como profesional, marcó dos goles con el Cruzeiro en un torneo juvenil celebrado en China.
En febrero de 2022, tras casi cuatro temporadas en el club, dejó el Cruzeiro. Tras casi un año sin club, en enero de 2023 se fue a prueba al F. C. Barcelona. Llevaba vinculado al club catalán, donde jugaba su padre, desde 2020. Al parecer, no impresionó a los entrenadores del Barcelona durante su periodo de prueba, y el presidente del club, y amigo de Ronaldinho desde hace mucho tiempo, Joan Laporta, solicitó una prórroga de la prueba para realizar más análisis técnicos.
El 7 de febrero de 2023 en la Gran Gala de Mundo Deportivo, Ronaldinho declaró "con la llegada de mi hijo al Barça estaré aún más presente", confirmando aparentemente el fichaje de Mendes por el Barcelona. 
El 15 de agosto de 2024 firma por el Burnley de la Championship (segunda división de Inglaterra tras finalizar su contrato con el filial del FC Barcelona en junio. Su contrato actual le vincula al Burnley hasta el año 2026 

## Estadísticas

### Clubes
Actualizado al último partido disputado el 11 de julio de 2023.
| Club                             | Div.          | Temporada     | Liga  | Liga  | Liga   | Copas nacionales | Copas nacionales | Copas nacionales | Copas internacionales | Copas internacionales | Copas internacionales | Total | Total | Total  |
| Club                             | Div.          | Temporada     | Part. | Goles | Asist. | Part.            | Goles            | Asist.           | Part.                 | Goles                 | Asist.                | Part. | Goles | Asist. |
| -------------------------------- | ------------- | ------------- | ----- | ----- | ------ | ---------------- | ---------------- | ---------------- | --------------------- | --------------------- | --------------------- | ----- | ----- | ------ |
| F. C. Barcelona Atlètic · España | 1.ª F         | 2023-24       | 0     | 0     | 0      | ―                | ―                | ―                | ―                     | ―                     | ―                     | 0     | 0     | 0      |
| F. C. Barcelona Atlètic · España | Total club    | Total club    | 0     | 0     | 0      | 0                | 0                | 0                | 0                     | 0                     | 0                     | 0     | 0     | 0      |
| Total carrera                    | Total carrera | Total carrera | 0     | 0     | 0      | 0                | 0                | 0                | 0                     | 0                     | 0                     | 0     | 0     | 0      |